# Јанков Кладенац
Извор Јанков Кладенац налази се повише села Симићева, на коси. Претпоставља се да је уређен још у римском периоду а постоје подаци из турског периода где се помиње тај извор. Извор је уређен и са њега тече здрава хладна изворска вода. Некада је извор био место окупљања младих и старих становника не само Симићева већ и других околних насеља. Био је окружен виноградима и воћњацима. Данас је он усамљен у шуми и само га путници намерници а понајвише ловци обилазе и сладе се његовом водом. 